# Pick (Sport)
Der Ausdruck Pick (englisch für: wählen, auswählen) bezeichnet eine Auswahl, ein Auswahlrecht oder, in Kombination mit einer Zahl, die Position der Auswahl, des Auswahlrechts an einer Person, einem Anwärter, einem Spieler in einem Auswahlverfahren. Picks finden unter anderem im Entry Draft, Expansion Draft oder Dispersal Draft der US-amerikanischen Sport-Profiligen Anwendung.
Beispiele:
- „der Spieler war der 1. Pick im NFL-Draft 2013“, bedeutet: „der Spieler war der an Position eins ausgewählte Spieler im NFL-Draft 2013“
- „die Mannschaft hat den 1. Pick im Draft“, bedeutet: „die Mannschaft hat das erste Recht auf eine Spielerwahl im Draft“

Die folgende Tabelle bietet eine Übersicht über die unterschiedlichen US-amerikanischen Profiligen und deren Draftverfahren.
| Profiliga | Draftverfahren  |
| --------- | --------------- |
| MLB       | MLB Draft       |
| MLS       | MLS SuperDraft  |
| NBA       | NBA Draft       |
| NFL       | NFL Draft       |
| NHL       | NHL Entry Draft |
| WNBA      | WNBA Draft      |